# Enigma (musikprojekt)
 For alternative betydninger, se Enigma (flertydig). (Se også artikler, som begynder med Enigma)
Enigma er et musikalsk new-age projekt fra Tyskland, der blev dannet af Michael Cretu, David Fairstein og Frank Peterson. Den rumænsk-fødte Cretu udtænkte Enigma-projektet mens han arbejdede i Tyskland, men lod musikken indspille i A.R.T. Studios i Ibiza, Spanien, fra 1990'erne til maj 2009. Cretu er både komponist og producer på projektet. Hans tidligere kone, popsangeren Sandra, sang ofte vokal på Enigmas numre. Jens Gad var medarrangør og spillede guitar på tre Enigmaalbums. Peter Cornelius bidrog også til Enigma i 1990'erne.
Blandt projektets mest berømte sange er "Return to Innocence" og "Sadeness (Part I)".

## Diskografi
- MCMXC a.D. (1990)
- The Cross of Changes (1993)
- Le Roi est mort, vive le Roi! (1996)
- The Screen Behind the Mirror (2000)
- Voyageur (2003)
- A posteriori (2006)
- Seven Lives Many Faces (2008)
- The Fall of a Rebel Angel (2016)